# Artur Malina
Artur Grzegorz Malina (ur. 9 listopada 1965 w Bieruniu Starym) – polski duchowny katolicki, teolog specjalizujący się w biblistyce, profesor nauk teologicznych, nauczyciel akademicki Wydziału Teologicznego Uniwersytetu Śląskiego.

## Życiorys
Urodził się 9 listopada 1965 roku w Bieruniu Starym. W 1984 roku zdał maturę, a następnie w roku akademickim 1984/1985 studiował na Wydziale Elektrycznym Politechniki Śląskiej w Gliwicach. W 1985 roku wstąpił do Wyższego Śląskiego Seminarium Duchownego w Katowicach. W latach 1987–1989 studiował na Instytucie Teologicznym św. Pawła w Betlejem-Cremisan, a od 1989 roku kontynuował studia na Wyższym Śląskim Seminarium Duchownym. W 1991 roku uzyskał tytuł magistra teologii, a także święcenia prezbiteratu. W 1992 roku rozpoczął studia na Papieskim Instytucie Biblijnym w Rzymie. W 2001 roku uzyskał stopień doktora nauk biblijnych.
W 2001 roku został pracownikiem Wydziału Teologicznego Uniwersytetu Śląskiego w Katowicach, gdzie zajmował stanowisko asystenta w Zakładzie Teologii Biblijnej. W 2002 roku został adiunktem w tymże zakładzie. W 2007 roku na Katolickim Uniwersytecie Lubelskim otrzymał stopień doktora habilitowanego nauk teologicznych. 20 czerwca 2018 prezydent Andrzej Duda nadał mu tytuł profesora nauk teologicznych.
W kadencjach 2007-2010, 2011-2015, 2020-2023 i 2024-2027 członek Komitetu Nauk Teologicznych Polskiej Akademii Nauk. Od 2005 roku jest członkiem Dzieła Biblijnego w Polsce, w kadencji 2008-2013 był członkiem zarządu Stowarzyszenia Biblistów Polskich, a w latach 2013-2023 wiceprzewodniczącym tegoż stowarzyszenia.

## Wybrane publikacje
- «Non come gli scribi» (Mc 1,22). Studio del loro ruolo nel vangelo di Marco, Rzym 2001
- Gli scribi nel Vangelo di Marco. Studio del loro ruolo nella sua narrazione e teologia, Katowice 2002
- Vobis Espiscopus Vobiscum Christianus. Księga Jubileuszowa dedykowana Księdzu Arcybiskupowi Damianowi Zimoniowi w dwudziestolecie posługi biskupiej w archidicezji katowickiej oraz w siedemdziesiątą rocznicę Urodzin [red.], Katowice 2004
- On His Way. Studies in Honour of Professor Klemens Stock, S.J. on the Occasion of his 70-th Birthday [ed.], Katowice 2004
- Interpretacja (w) dialogu. Tożsamość egzegezy biblijnej [red.], Kielce 2005
- Chrzest Jezusa w czterech Ewangeliach. Studium narracji i teologii, Katowice 2007
- Ethos and Exegesis [ed.], Katowice 2007
- Ewangelia według świętego Marka. Cz. 1, seria: Nowy Komentarz Biblijny, t. 2, cz. 1, Częstochowa 2013
- Przemienienie Jezusa. Studium narracji i teologii tekstów Nowego Testamentu, Tarnów 2016
- „Ite ad Ioseph” (Rdz 41,55). Księga Jubileuszowa dla Księdza Józefa Kozyry Profesora Uniwersytetu Śląskiego w 75. rocznicę urodzin i 50. rocznicę święceń kapłańskich, [red.], Katowice 2022
- List do Hebrajczyków, seria: Nowy Komentarz Biblijny, t. 15, Częstochowa 2018